# Участие Гессена-Ханау в войне за независимость США

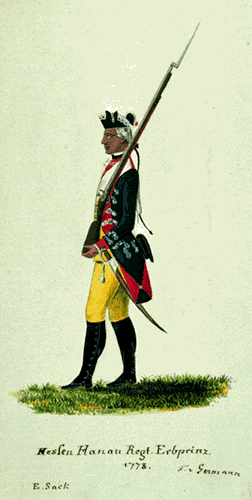
Фузилер из гессен-ханаусского полка Erbprinz в Канаде, 1777 год.

Войска графства Гессен-Ханау служили вспомогательными силами британской армии во время американской войны за независимость в соответствии с договором 1776 года между Великобританией и небольшим княжеством Гессен-Ханау, по которому один пехотный полк, одна артиллерийская рота, один корпус егерей и один корпус легкой пехоты служили в Британской Америке. Всего было отправлено 2422 солдата, из которых вернулось 1441 человек; остальные либо не выжили, либо предпочли остаться в Америке. В качестве компенсации правящий граф Гессен-Ханау получил от британского правительства в общей сложности 343 110 фунтов стерлингов.

## Предыстория
Когда между Великобританией и её американскими колониями начались боевые действия, доминион вскоре обнаружил необходимость усилить войска немецкими вспомогательными силами, как это делалось в предыдущих войнах, и что было стандартной европейской практикой. Вильгельм I, бывший наследным принцем Гессена-Касселя и правящим графом Гессена-Ханау, предложил своему дяде и королю Великобритании Георгу III 500 солдат. Впоследствии полковник Уильям Фоситт и барон Фридрих фон дер Мальсбург заключили договор о субсидиях между Великобританией и Гессеном-Ханау.

## Договор
Договор между Гессен-Ханау и Великобританией был заключен 5 февраля 1776 г. Он предусматривал, что Ханау предоставит Великобритании корпус пехоты из 668 человек. Корпус должен был быть надлежащим образом укомплектован, люди должны быть готовы к походной службе. В дополнение к присяге на верность, уже принесенной потомственному принцу как правящему графу Гессен-Ханау, офицеры и солдаты также должны принести присягу на верность королю Георгу III. Ханау будет поддерживать требуемое количество мужчин в корпусе за счёт ежегодного набора, если это будет необходимо. Великобритания предоставила бы корпусу такую же зарплату и пособия, как и британским войскам, а раненым солдатам предполагалось лечение в британских военных госпиталях. В качестве субсидии Британия выплачивала графу 30 банко-талеров на человека, за каждого убитого или за трех раненых выплачивалась такая же сумма, за каждый год службы отряда 25 050 банко-талеров. Дополнительная конвенция от 25 апреля 1776 г. предусматривала создание артиллерийской роты из шести артиллерийских орудий и 128 солдат и офицеров для британской службы. Ещё одна конвенция от 10 февраля 1777 г. предусматривала создание корпуса егерей, куда набирали профессиональных охотников и хороших стрелков. В обоих случаях служба шла на условиях договора 1776 г. В 1777 г. была послана пятая рота егерей, и по дополнительному соглашению от 15 января 1781 г. свободный корпус из 830 легких пехотинцев стал последним отправленным Ханау отрядом для Северной Америки.

## Войска

### Подразделения
Войска Гессен-Ханау, служившие в Британской Америке, состояли из следующих частей:
- Гессен-Ханауский полк Эрбпринца, 1776; Полковник Вильгельм Рудольф фон Галл.
- Гессен-Ханауская артиллерийская рота, 1776; Капитан Георг Пауш.
- Гессен-Ханауский корпус егерей, 1777; Подполковник Карл Адольф Кристоф фон Кройтцбург.
- Гессен-Ханауский корпус фрайкора, 1781; Подполковник Михаэль фон Янеке..

### Численность
| Численность солдат Гессена-Ханау в британской Америке | Численность солдат Гессена-Ханау в британской Америке |
| ----------------------------------------------------- | ----------------------------------------------------- |
| 1776                                                  | 2 038                                                 |
| Рекруты, отправленные в апреле 1781 года              | 50                                                    |
| Рекруты, отправленные в апреле 1782 года              | 334                                                   |
| Всего                                                 | 2,422                                                 |
| Вернулись в 1783 году                                 | 1 441                                                 |
| Не вернулись                                          | 981                                                   |
| Источник:                                             |                                                       |

Данные войска были оплачены субсидиями в размере 3 802 000 банко-тайлеров или 343 110 фунтов стерлингов.

## Кампании
- Полк эрбпринца: Осада форта Тикондерога, Сражение при Беннингтоне, Битва при Саратоге, Сражение при Бемис-Хайтс.
- Артиллерия: Бой у острова Валькур, Сражение при Беннингтоне, Сражение при Фрименс-Фарм, Сражение при Бемис-Хайтс.
- Егеря: Осада форта Тикондерога, Осада форта Стэнуикс, Сражение при Орискани
- Полк Эрбпринца и артиллерия стали военнопленными Конвенционной армии.[9]